# آر.آی.پی.دی.
آر. آی.پی.دی. (به انگلیسی: R.I.P.D.) فیلمی کمدی فراطبیعی محصول سال ۲۰۱۳ ایالات متحدهٔ آمریکا، به کارگردانی روبرت شوِنتکه است. این فیلم براساس کتاب مصور Rest In Peace Department اثر پیتر ام. لنکف ساخته شده است. در این فیلم رایان رینولدز و جف بریجز به‌ترتیب در نقش‌های نیک واکر و روی پولسیفر بازی می‌کنند. فیلمبرداری فیلم در ۲۸ ژانویهٔ ۲۰۱۲ تکمیل شد و دراصل قرار شد در ۲۸ ژوئن ۲۰۱۳ توسط یونیورسال پیکچرز در ایالات متحده اکران شود، اما بعداً به ۱۹ ژوئیهٔ ۲۰۱۳ موکول شد.

## داستان
کارآگاه نیک وامر (رینولدز)، بعد از کشته شدن در یک سانحه، به استخدام «بخشِ خدابیامرز» یا همان (Rest In Peace Department (R.I.P.D درمی‌آید و همکار افسر بازنشسته روی پولسیفر (بریجز) می‌شود. «آر.آی.پی.دی.» سازمانی است که از مردم زنده در برابر مردگانی که از عزیمت به آخرت اجتناب می‌کنند، محافظت کند.

## نظر منتقدان
بازخورد منتقدان در مورد این فیلم منفی بود. آر. آی.پی.دی. هم‌اکنون با امتیاز ۱۱ درصد در وبگاه راتن تومیتوس قرار دارد که براساس ۴۴ نظر است و همه در این نکته هم‌نظرند که فیلم خیلی پیش‌پاافتاده و سطحی است و راضی‌کننده نیست. راجر مور به فیلم ۱٫۵ ستاره از ۴ ستاره داد و آن را بدترین فیلم برگرفته از کتاب مصور بعد از جونا هکس نامید.

## باکس آفیس
آر. آی.پی.دی. در هفتهٔ آغازینش موفق نبود و با فروش ضعیف ۱۲ میلیون دلاری‌اش در جایگاه هفتم قرار گرفت و اکران خود را با ۷۸.۳ میلیون دلار فروش جهانی، شامل ۳۳.۶ میلیون دلار فروش داخلی و ۴۴.۷ میلیون دلار فروش در سایر مناطق، به پایان رساند.

## بازیگران
- جف بریجز..... روی پولیسفر
- رایان رینولدز.... نیک واکر
- رابرت نپر..... استنلی ناویکی
- مری-لوئیز پارکر.... میلدرد پروتکتر
- کوین بیکن...... بابی هایس
- استفانی سوستاک....... جولیا واکر
- جیمز هنگ........ بابا بزرگ جری چن، آواتار نیک
- ماریسا میلر...... اوپال پاولنکو، آواتار روی
- دوین راتری...... پولاسکی
- مایک اومالی..... الیوت
- لری جو کمبل..... افسر مورفی
- پپر مکنزی هریس...... دختر اسکوت، آواتار نیک
- مایک جاج، توبی هاس..... جان اولسون صداهای مختلف